# Xanthoparmelia springbokensis
Xanthoparmelia springbokensis är en lavart som beskrevs av Hale. Xanthoparmelia springbokensis ingår i släktet Xanthoparmelia och familjen Parmeliaceae.   Inga underarter finns listade i Catalogue of Life.